# Тимелія-криводзьоб рудощока
Тиме́лія-криводзьо́б рудощока (Erythrogenys erythrogenys) — вид горобцеподібних птахів родини тимелієвих (Timaliidae). Мешкає в Гімалаях і горах Південно-Східної Азії.

## Опис

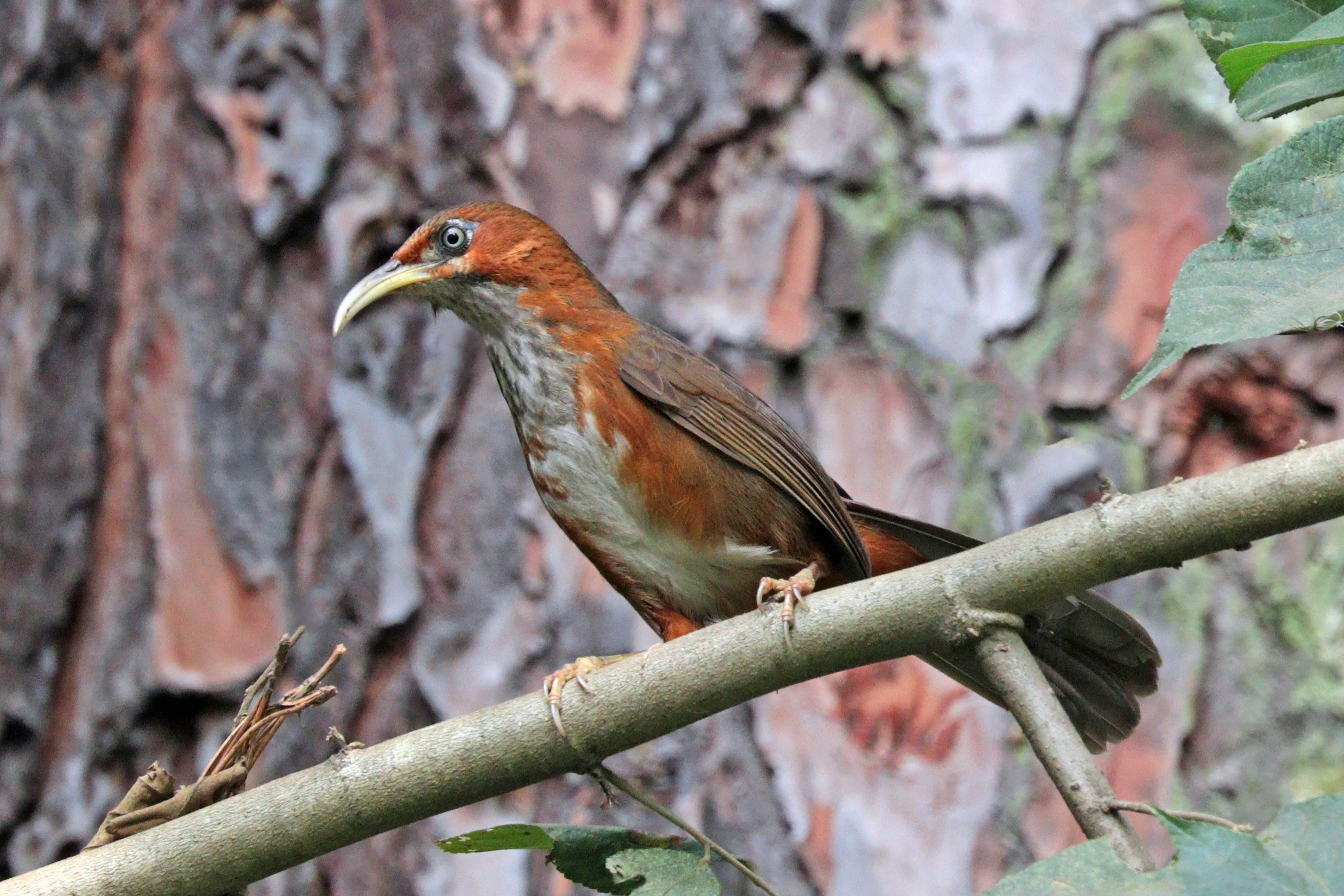
Рудощока тимелія-криводзьоб (підвид E. e. ferrugilatus, ліс Нагарджун, Катманду, Непал)

Довжина птаха становить 22-26 см. Верхня частина тіла оливково-коричнева, нижня частина тіла білувата. Скроні, щоки, шия з боків, боки і стегна яскраво-руді. Дзьоб довгий, вигнутий.

## Підвиди
Виділяють п'ять підвидів:
- E. e. erythrogenys (Vigors, 1831) — західні Гімалаї;
- E. e. ferrugilatus (Hodgson, 1836) — західний і центральний Непал;
- E. e. haringtoni (Baker, ECS, 1914) — від східного Непалу до східного Бутану;
- E. e. imberbis (Salvadori, 1889) — східна М'янма;
- E. e. celata (Deignan, 1941) — північно-західний Таїланд.

## Поширення і екологія
Рудощокі тимелії-криводзьоби живуть у гірських вічнозелених лісах, рідколіссях і чагарникових заростях. Зустрічаються на висоті від 915 до 2000 м над рівнем моря, зграйками до 12 птахів, під час сезону розмноження парами. Живляться безхребетними, насінням і ягодами. Сезон розмноження триває з лютого по липень. Гніздо кулеподібне з бічним входом, розміщується на землі або в чагарниках на висоті до 1,2 м над землею. В кладці від 2 до 4 яєць.